# Jure Francetić
Jure Francetić (Prozor kraj Otočca, 3. srpnja 1912. – Slunj, 27. prosinca 1942.), hrvatski vojnik i političar. U mladosti je pristupio Ustaškom pokretu te je nakon stvaranja Nezavisne Države Hrvatske bio jedan od njegovih najutjecajnijih članova. Kao časnik Ustaške vojnice bio je osnivač i prvi zapovjednik I. stajaćeg djelatnog zdruga UV, popularno zvanog Crna legija, elitne postrojbe koju je vodio u mnoge borbe protiv četnika i partizana. Umro je od posljedica ranjavanja u partizanskom zarobljeništvu.

## Životopis

### Mladost i iseljavanje
Rođen je pokraj Prozoru kraj grada Otočca, u malenom zaseoku Vivoze u obitelji majke Kate i oca Jurja. Pučku školu završava u Otočcu, gdje kasnije kreće u srednju školu i završava je u Senju. Daljnje školovanje mu plaća stric, maturu polaže u Križevcima. Godine 1931. upisuje studij prava u Zagrebu, a iste godine pridružio se ustaškoj organizaciji. Godine 1933. završava u zatvoru optužen zbog ustaške promidžbe i biva prognan iz Zagreba na 5 godina. 
U ožujku 1933. odlazi u emigraciju u Austriju, a potom u Italiju, gdje dobiva čin ustaškog dorojnika. Ustašku prisegu položio je 24. travnja 1933. godine. U svibnju iste godine boravi u logoru Borgo Val di Taro gdje je uvježbavan za izvođenje atentata. Kada Vjekoslav Servatzy preuzima 1934. rukovođenje logorom Janka-Puszta u Mađarskoj, za pobočnika mu je određen Francetić. Godine 1936. vraća se u Italiju, interniran je na otok Giglio, a potkraj 1937. vraća se u Hrvatsku.
Po povratku je uhićen i interniran u rodni kraj. Ipak 1938. uspijeva doći u Zagreb, gdje kani nastaviti studij, ali ubrzo je, iste godine, pozvan na odsluženje vojnog roka Jugoslavenske kraljevske vojske u Niš. Nakon odsluženja vojnog roka, tijekom kojega je stekao čin podnarednika, vraća se u Zagreb i nastavlja s ustaškom promidžbom, raznosi letke i brošure, u Lici prima i organizira nove članove ustaškog pokreta. Zbog te djelatnosti opet je uhićen i potkraj 1940. osuđen na zatvor i izgon iz Zagreba. Početkom 1941. sklanja se u Njemačku.

### Djelovanje u NDH
Nakon proglašenja NDH vraća se u domovinu, a Ante Pavelić ga krajem travnja imenuje ustaškim povjerenikom za Bosnu. U Sarajevu djeluje na uspostavi nove vlasti i ustroja ustaških postrojbi. Uskoro je dobio i čin poručnika Ustaške vojnice. Zbog svojih samovoljnih metoda došao je u sukob s domobranskim pukovnikom Perom Blaškovićem. 23. svibnja bio je među hrvatskim predstavnicima na svečanosti gdje je državna vlast u Dubrovniku od Talijana predana Hrvatskoj. 20. lipnja dobiva čin satnika Ustaške vojnice. U rujnu 1941. (nakon pogibije Bećira Lokmića u četničkoj zasjedi) preuzima zapovjedništvo nad jedinicama Sarajevskoga ustaškog logora koje prerastaju u Crnu legiju.
23. srpnja 1941. Ravnateljstvo ustaškog redarstva u Zagrebu šalje tajni dopis Ustaškom povjereništvu za Bosnu i Heregovinu u Sarajevu, kojem je na čelu bio Francetić, u kojem se naređuje uhićenje "svih Židova i Srba-pravoslavaca, koji su bili poznati već kao komunisti, bilo pak da su imalo sumnjivi, da su skloni tome pokretu", kao i hrvatskih komunista. Kada je početkom rujna grupa ustaša u Alipašinom Mostu strijeljala 60 srpskih civila, domobranski general Vladimir Laxa je naredio uhićenje krivaca i njihovo stavljanje pred prijeki sud. Francetić naredbu nije proveo, o čemu je Laxa izvjestio Glavni stožer domobranstva. Kada su u listopadu 1941. muslimanski intelektualci donijeli Sarajevsku rezoluciju kojom se distanciraju od ustaških zločina nad Srbima, Francetić je prijetio da će pobiti sve njezine potpisnike.

Jedinu vojničku izobrazbu i časnički čin Francetić je stekao u vojsci Kraljevine Jugoslavije. Postao je rezervni podčasnik u činu narednika. O Francetićevoj vojničkoj izobrazbi i iskustvu, Eugen Dido Kvaternik, ustaški ideolog, piše:

Od prosinca 1941. do veljače 1942. Francetić vodi Crnu legiju u borbe protiv partizana u operacijama Romanija i Ozren. 6. ožujka 1942. unaprijeđen je u čin potpukovnika. Početkom travnja započeo je uspješnu akciju Crne legije u istočnoj Bosni. Ne obazirući se na zapovjedi njemačkog generala Johanna Fortnera, Francetić je samoinicijativno krenuo u napad na četnike i partizane u Podrinju te im nanio težak poraz. S obale Drine 10. travnja 1942. godine šalje A. Paveliću brzojavku sadržaja:
Prilikom ulaska Crne legije u Goražde, lokalni muslimani, koji su preživjeli teror četnika, tražili su od ustaša odmazdu nad srpskim stanovništvom, no Francetić je to spriječio, rekavši:"Po naređenju Poglavnika Nezavisne Države Hrvatske dr. Ante Pavelića nema klanja Srba! Poglavnik je zabranio klanje. Ni jednom Srbinu ne smije pasti glava, niti mu se smije išta dogoditi. Tako je Poglavnik naredio!" 20. travnja, na sastanku s njemačkim vojnim zapovjednicima i predstavnicima vlade NDH u Sarajevu, Nijemci su Francetića optužili za ustaške zločine nad srpskim civilima, ali on je odgovorio da su njegovi ustaše disciplinirani te da zločine vrše "pripadnici Hadžiefendićeve milicije".
15. svibnja 1942. po odredbi Ante Pavelića, svi pripadnici Ustaškog pokreta koji su do 1941. boravili u emigraciji, među njima i Francetić, proglašeni su pripadnicima Poglavnikove tjelesne bojne, bez obzira na dosadašnje dužnosti, funkcije, i postignute činove. Po tome se od tada Francetića tituliralo kao "potpukovnik P.T.B.-a Jure Francetić".
Kada su u svibnju 1942. partizani zauzeli nekoliko sela u okolici Metkovića i ugrozili luku Ploče, vlasti NDH su od talijanskih vojnih vlasti u tzv. Drugoj zoni zatražile dopuštenje za slanje jedne ustaške satnije u dolinu Neretve. No Francetić je pokrenuo čitavu bojnu koju je namjeravao stacionirati na državnim granicama u istočnoj Hercegovini. Uslijedio je ultimatum Talijana, te se Francetić morao povući u Sarajevo.
Talijani su smatrali da Francetić sa svojim muslimanskim postrojbama oko Višegrada namjerava pripojiti dio Sandžaka NDH. Talijanski general Renzo Dalmazzo je smatrao da Francetić sa svojih 3000 boraca u okolici Mostara ne poštuje talijanske vlasti i pokušava djelovati potpuno samostalno. Francetić je to objašnjavao tvrdeći da je odgovoran samo maršalu Slavku Kvaterniku.
Početkom lipnja Francetić je sa svojom postrojbom ušao u Mostar i blokirao sve ulaze u grad, prisilivši talijanskog zapovjednika da mu preda vlast nad gradom. No Talijani su zaprijetili da će otvoriti topničku vatru na njegovu postrojbu ako se ne povuče. Kada se Francetić odbio povući, Talijani su dopustili dolazak crnogorskih četnika u Hercegovinu. Nakon savjetovanja s nadređenima, Francetić se povukao, no Talijani nisu popunili nastalu prazninu, što je omogućilo partizanskim brigadama iz Crne Gore da se probiju u Hercegovinu. Isti mjesec Francetić je promaknut u čin pukovnika.
U srpnju 1942. Crna legija je vodila uspješne akcije na Kupresu i oko Bugojna. Od dijela Legije, tada već službeno zvane I. stajaći djelatni sdrug, nastaje V. stajaći djelatni sdrug, nad kojim zapovjedništvo dobiva Francetićev zamjenik Rafael Boban.
S dijelom Legije Francetić je sudjelovao u borbama na Kozari. 26. kolovoza 1942. postavljen je za zapovjednika svih stajaćih djelatnih zdrugova Ustaške vojnice. Imenovanje ga je zateklo u njemačko-hrvatskom pothvatu na Šekoviće gdje je vodio ustaške bojne. Zapovjedništvo I. sdruga predaje pukovniku Ivanu Stipkoviću.
U rujnu 1942., zajedno s ministrom Mladenom Lorkovićem, generalom Ivanom Perčevićem i pukovnikom Viktorom Prebegom, bio je u pratnji Ante Pavelića prigodom njegova posjeta Adolfu Hitleru i hrvatskim legionarima na istočnom bojištu. Tom prilikom je Francetić osobno razgovarao s Hitlerom, koji mu je rekao kako je "već čuo" za njega.
15. listopada 1942. Francetić je u Zagrebu sudjelovao na sastanku na kojem je Ante Pavelić tražio od talijanskog generala Marija Roatte povlačenje hercegovačkih četnika istočno od linije Ulog – Nevesinje – Stolac – Ravno. Sporazum je rezultirao Roattinim obećanjem o djelomičnom razoružavanju četnika te slanjem 3000 domobrana pod zapovjedništvom generala Franje Šimića u ugrožena područja. Isti mjesec Francetić je vodio ustaške bojne u napad na Livno u operaciji Dinara, a polovicom studenoga je na području Kalnika gdje je uništio jednu skupinu od 100 partizana. 11. prosinca osnovano je Zapovjedništvo područja Lika sa stožerom u Gospiću i pod Francetićevim zapovjedništvom.

### Smrt
Dana 22. prosinca 1942. godine, Francetić je pošao na novi zadatak u Liku zrakoplovom, gdje je trebao preuzeti zapovjedništvo nad tamošnjim ustaškim i domobranskim postrojbama. Zrakoplovom je upravljao domobranski zastavnik Mijo Abičić. Prije toga su Talijani izveli sabotažu na zrakoplovu kojim je Francetić letio za Gospić i prisilili ga sletiti pored sela Močile kod Slunja, što je bio teritorij kojeg su kontrolirali partizani. Francetića i njegovog pilota su odmah uhvatili partizani, ali ih nisu mogli obraniti od srpskih seljaka koji su ih izboli vilama i roguljama. Teško ranjen Francetić je bio prebačen u partizansku bolnicu gdje su mu kirurzi pokušali spasiti život da bi ga zamijenili za 100 zarobljenih partizana, ali nisu u tome uspjeli Francetić je umro 27. prosinca 1942. godine.

Bilo je i nepotvrđenih glasina da je na motoru njegovog zrakoplova izvedena sabotaža od strane nekih talijanskih ili partizanskih agenata jer Francetić nije namjeravao trpjeti talijansku potporu četnicima u Lici i Primorju. Navodno je dan prije polijetanja Francetić poslao Paveliću pismo sadržaja:
Da se ne bi demoralizirali narod i vojska među kojima je Francetić bio jako omiljen, ustaške vlasti su dopustile da se vijest o njegovoj smrti objavi tek tri mjeseca kasnije, 30. ožujka 1943. Posmrtno mu je dodijeljena Zlatna kolajna Poglavnika Ante Pavelića za hrabrost s pravom na naslov viteza. Također je posmrtno promaknut u čin krilnika Ustaške vojnice. Adolf Hitler mu je također posmrtno dodijelio najviše njemačko vojno odlikovanje, Željezni križ. Već za života o njemu su se pjevale pjesme koje su objavljivane po listovima, a 1945. u Zagrebu je tiskana knjižica pod naslovom Narodna pjesma o vitezu Juri Francetiću. O njemu i njegovoj Crnoj legiji sačuvana je pjesma Evo zore, evo dana. U njegovu čast, 31. ožujka 1943., domobranska 7. pješačka pukovnija dobila je ime 7. domobranska pješačka pukovnija ustaškog pukovnika viteza Jure Francetića.

## Odgovornost za zločine
Jure Francetić, kao ustaški povjerenik za Bosnu i Hercegovinu, izravno je naređivao zločine nad civilnim stanovništvom. Po njegovom naređenju, 9. lipnja 1941. godine, gatačke ustaše su maljevima i kundacima pobile oko 20 srpskih civila iz Gacka, Avtovca, Rudnog Polja i Nadanića, te ih bacile u jamu pokraj sela Korita. Također, 31. srpnja 1941. naredio je uhićenje 235 osoba srpske nacionalnosti, uglavnom žena i djece, na području kotara Ljubinje, od kojih je 145 upućeno u logor Gospić.

## Naslijeđe
Nedugo po Francetićevoj pogibiji, Paradni trg u njegovu rodnom Otočcu je promijenio ime u Trg Jure Francetića. Naziv trga je promijenjen po uspostavi komunističke Jugoslavije.
Tijekom Domovinskog rata, postrojba HOS-a Gospića nosila je naziv 19. bojna "Vitez Jure Francetić". Tijekom rata u BiH brigada HVO-a iz Zenice je nosila ime Brigada "Jure Francetić", da bi poslije preustroja dobila ime "44. samostalna domobranska bojna "Jure Francetić"". Bojna HOS-a iz Tomislavgrada nosila je naziv 13. bojna "Jure vitez Francetić".
U Slunju je u lipnju 2000. postavljena spomen-ploča Juri Francetiću koja je uklonjena nakon 2004. Jedna ulica u zapadnom Mostaru nosila je ime Ulica Jure Francetića od 1995. do 2022. godine.